# Etnocentrizem
Etnocentrizem je prepričanje o kulturni večvrednosti, superiornosti lastne etnične skupine, ki se kaže v izraziti etnični zavesti in v podcenjevanju ter zaničevanju drugih etničnih skupin. Kulturni relativizem pa je nasproten.